# Augusta Fryderyka Hanowerska
Augusta Frederica Hanowerska (ur. 31 lipca 1737 w Londynie, zm. 23 marca 1813 tamże) – księżniczka Wielkiej Brytanii i Irlandii, Hanoweru, Brunszwiku-Lüneburga oraz od 26 marca 1780 (śmierci teścia – księcia Karola I) księżna Brunszwiku-Wolfenbüttel.

## Życiorys
Urodziła się jako najstarsza z czterech córek księcia Walii Fryderyka Ludwika i jego żony księżnej Augusty Sachsen-Gotha. Była wnuczką króla Wielkiej Brytanii Jerzego II oraz jego małżonki królowej Karoliny. Jednym z pięciu młodszych braci Augusty Fryderyki był kolejny brytyjski monarcha – Jerzy III.
16 stycznia 1764 w St. James’s Palace w Londynie poślubiła przyszłego księcia Brunszwiku-Wolfenbüttel – Karola Wilhelma.           
W małżeństwie urodziła siedmioro dzieci:
- Augustę Karolinę (1764–1788)
- Karola Jerzego Augusta (1766–1806), następcę tronu
- Karolinę Brunszwicką (1768–1821)
- Jerzego Wilhelma Chrystiana (1769–1811)
- Augusta (1770–1822)
- Fryderyka Wilhelma (1771–1815)
- Amelię Karolinę Dorotę Ludwikę (1772–1773)